# Harvey Elliott
Harvey Elliott (født 4. april 2003) er en engelsk professionel fodboldspiller der spiller som central midtbanespiller for Premier League-klubben Liverpool F.C.
Elliott er den næstyngste spiller nogensinde til at have spillet i Premier League, da han fik debut for Fulham mod Wolverhampton i en alder af blot 16 år og 30 dage. Han er samtidigt den yngste spiller nogensinde til at have spillet i den engelske League Cup (Carabao Cup) mod Millwall i en alder af blot 15 år og 174 dage.
Han skiftede til Liverpool i et skifte, hvor Fulham menes at have fået omkring £9 mio. i kompensation. Hans uofficielle debut for klubben fik han i et 0-3 nederlag i en venskabskamp mod Napoli i juli 2019.

## Klubkarriere

### Fulham
Elliotts debut for Fulhams førstehold kom som 15-årig, da han i Carabao Cuppen 25. september 2018 blev skiftet ind mod Millwall i det 81. minut. Fulham vandt kampen 3-1.
4. maj 2019 fik Elliott sin Premier League-debut for Fulham, da han blev skiftet ind i det 88. minut i et 0-1 nederlag mod Wolverhampton. Hermed blev han altså den yngste debutant nogensinde i Premier Leagues historie og slog en anden tidligere Fulham-spillers tidligere rekord, Matthew Briggs, fra 2007.

### Liverpool
28. juli 2019 blev Elliott offentliggjort som ny spiller hos de forsvarende europæiske mestre, Liverpool F.C.

## Landshold
Elliott fik sin første indkaldelse til Englands U17-landshold i oktober 2018. Måneden efter scorede han sit første mål på dette aldersniveau ude mod Irland.
Elliott blev udtaget til Englands U17-landshold til Syrenka Cup 2019, en venskabs turnering, der normalt holdes som forberedelse til UEFA European Under-17 Championship-kvalifikationen. Elliott hjalp Englands U17-landshold til at vinde titlen den 10. september 2019 ved at score det første mål i finalen fra straffespark i en 2-2 kamp mod værtslandet Polen, før Kevin Betsy's Young Lions vandt 3-1 efter en straffesparkskonkurrence.
Elliott debuterede for Englands U21-landshold den 25. marts 2022 i en 4-1 sejr over Andorra på Dean Court i 2023 U21 EURO-kvalifikationen.

## Privatliv
Han har været livslang fan af Liverpool og deltog sammen med sin far, Scott, i UEFA Champions League-finalen i 2018 i Kyiv. Han er tæt ven med Fábio Carvalho, da de gik på samme skole og kom op gennem Fulhams akademi sammen, og rådede senere Carvalho til at skifte til Liverpool.
Elliott er også fan af NBA og støtter Boston Celtics og har deltaget i flere af deres kampe. Han betragter holdkammeraten Mohamed Salah som en ven og mentor, og angriberen har taget ham under sine vinger i løbet af sæsonen 2021-22 og rådgivet ham om hans kost- og træningsplaner.